# Qinghai
Il Qinghai è una provincia della Repubblica Popolare Cinese. Il nome della provincia deriva dall'omonimo Lago Qinghai (in mongolo Koko Nor, "mare verde"). La provincia del Qinghai confina con la provincia del Gansu a nord-est, la regione autonoma dello Xinjiang a nord-ovest, la provincia dello Sichuan a sud-est e la regione autonoma del Tibet a sud-ovest.

## Amministrazione
Mappa della suddivisione amministrativa della provincia del Qinghai
| Mappa | Mappa                      | Mappa                | Mappa                           | Mappa                   | Mappa               | Mappa | Mappa | Mappa |
| ----- | -------------------------- | -------------------- | ------------------------------- | ----------------------- | ------------------- | ----- | ----- | ----- |
|       |                            |                      |                                 |                         |                     |       |       |       |
| #     | Nome                       | Hanzi                | Hanyu Pinyin                    | Amministrazione         | Tipo                |       |       |       |
| 1     | Haixi (Mongola e Tibetana) | 海西蒙古族藏族自治州 | Hǎixī Měnggǔzú Zàngzú Zìzhìzhōu | Delingha                | Prefettura autonoma |       |       |       |
| 2     | Haibei (Tibetana)          | 海北藏族自治州       | Hǎiběi Zàngzú Zìzhìzhōu         | Contea di Haiyan        | Prefettura autonoma |       |       |       |
| 3     | Xining                     | 西宁市               | Xīníng Shì                      | Distretto di Chengzhong | Città-prefettura    |       |       |       |
| 4     | Haidong                    | 海东地区             | Hǎidōng Dìqū                    | Contea di Ping'an       | Prefettura          |       |       |       |
| 5     | Hainan (Tibetana)          | 海南藏族自治州       | Hǎinán Zàngzú Zìzhìzhōu         | Contea di Gonghe        | Prefettura autonoma |       |       |       |
| 6     | Huangnan (Tibetana)        | 黄南藏族自治州       | Huángnán Zàngzú Zìzhìzhōu       | Contea di Tongren       | Prefettura autonoma |       |       |       |
| 7     | Yushu (Tibetana)           | 玉树藏族自治州       | Yùshù Zàngzú Zìzhìzhōu          | Contea di Yushu         | Prefettura autonoma |       |       |       |
| 8     | Golog (Tibetana)           | 果洛藏族自治州       | Guǒluò Zàngzú Zìzhìzhōu         | Contea di Maqên         | Prefettura autonoma |       |       |       |

## Storia
La maggior parte del territorio della provincia del Qinghai storicamente faceva parte della regione dell'Amdo, nel Tibet nord-orientale (era quindi parte del Tibet). Nel 1928 divenne una provincia della Repubblica di Cina.

## Geografia fisica
Il territorio della provincia del Qinghai occupa la parte nord-orientale dell'Altopiano del Tibet. Il Fiume Giallo nasce nella zona centrale della provincia, mentre le sorgenti dello Yangtze e del Mekong si trovano nella parte meridionale del Qinghai.
L'altitudine media del Qinghai è di circa 3000 metri sopra il livello del mare. Tra le catene montuose di maggior rilievo vi sono le Montagne di Tangula e le Montagne di Kunlun.
La temperatura media varia tra -5 °C e 8 °C. Le temperature di gennaio oscillano tra i -18,2 °C e i -7 °C; le temperature di luglio sono comprese tra i 5 °C e i 21 °C.
La provincia del Qinghai, tra febbraio e aprile, è soggetta a forti venti e tempeste di sabbia.
Il Lago Qinghai (Koko Nor) è il lago più esteso della Repubblica Popolare Cinese: copre una superficie di 4400 km², con un perimetro di 360 km. Nel lago vi sono 5 isolotti, uno dei quali è considerato riserva naturale.
Fra le tante specie osservabili in quelle zone vi sono il cervo dalle labbra bianche, cammelli e yak selvatici, il leopardo delle nevi, asini selvatici, moschi e cigni. Si contano circa 200 specie di piante selvatiche, fra cui il rabarbaro cinese, la Fritillaria thunbergii, la radice della liquirizia e l'Astragalus membranaceus.

## Economia
L'economia del Qinghai è una delle meno sviluppate di tutta la Cina. Il PIL nominale per il 2003 ammontava a 39,02 miliardi di renminbi, pari allo 0,3% del PIL dell'intera Repubblica Popolare Cinese. Il PIL pro capite nel 2003 corrispondeva a 7310 renminbi.
Tra i settori economici di rilievo della provincia del Qinghai vi sono: l'industria pesante del ferro e dell'acciaio nei dintorni del capoluogo Xining; e l'industria dell'estrazione del petrolio e del gas dal bacino del Qaidam.

### Turismo

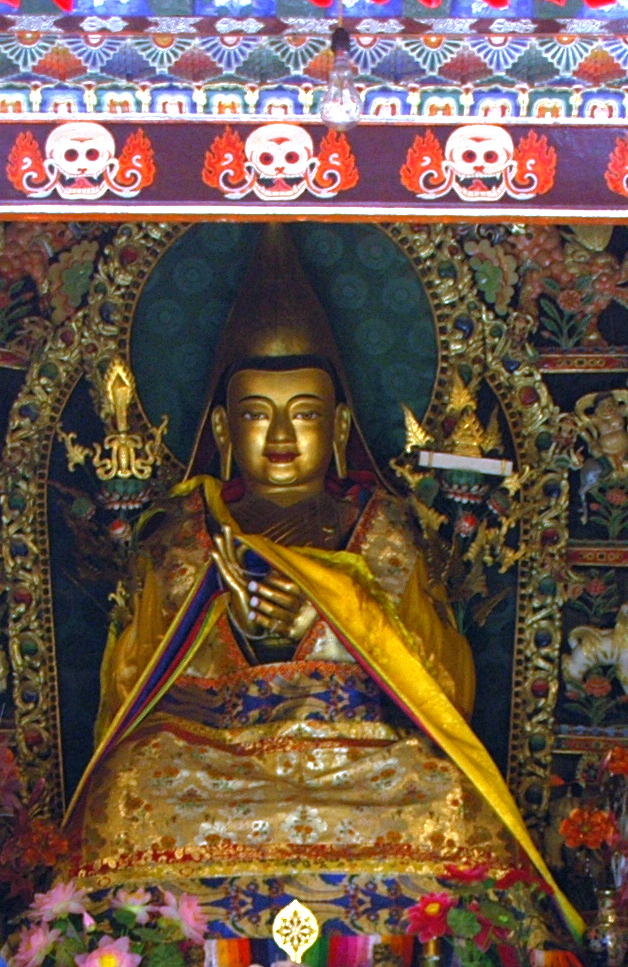
Statua di Tsongkhapa, fondatore della Setta Gelugpa (Berretti Gialli) nel Tempio Ta'er vicino a Xining, Qinghai, Cina

Molte delle attrazioni turistiche della provincia del Qinghai si trovano nel capoluogo.
Xining, vivace città schiacciata all'interno di una lunga valle, offre una sorprendente combinazione di culture appartenenti ai diversi gruppi etnici della provincia: Tibetani, Hui, Han e altre minoranze etniche.
Tra i siti turistici di maggior interesse di Xining vi sono: la Grande Moschea di Xining e il Tempio della Montagna del Nord.
Fuori Xining, il Tempio Ta'er, uno dei più importanti kumbum del mondo della Setta Gelugpa (dei Berretti Gialli), è un'attrazione degna di nota. Nel monastero si può visitare il Salone delle sculture di burro di Yak.
Il Lago Qinghai è un'altra interessante destinazione turistica: è il lago di acqua salata più vasto della Repubblica Popolare Cinese e si trova sul "Tetto del Mondo", l'altopiano Qinghai-Tibet. Il lago si trova ad un'altezza di 3.600 metri sul livello del mare ed è circondato da vaste praterie ondulate.
La cultura tibetana della provincia è parte delle attrazioni turistiche della provincia: molti ritengono che, a causa delle azioni governative nella regione autonoma del Tibet, la cultura tibetana oggi sia meglio conservata nelle province dello Yunnan, del Sichuan e del Qinghai.

## Infrastrutture e trasporti
La Ferrovia Lanqing, che collega Lanzhou (capoluogo della provincia del Gansu) e Xining (capoluogo della provincia del Qinghai), fu completata nel 1959 ed è ancora oggi il collegamento principale della provincia.
Il prolungamento della linea fino al Tibet (la Ferrovia Qinghai-Tibet verso Lhasa) è stato inaugurato nel 2006 e collega la regione autonoma del Tibet al resto del paese.
La provincia è servita da sei superstrade nazionali.
L'aeroporto di Xining è collegato con Pechino, Lanzhou, Golmud e Delingha.

## Società

### Evoluzione demografica
La popolazione della provincia del Qinghai ammonta a 5,2 milioni di abitanti. Il gruppo etnico dei cinesi Han è il maggiore. Tibetani, Tu, cinesi Hui, Salar e Mongoli sono le minoranze etniche della provincia.

## Cultura
La cultura della provincia del Qinghai è largamente influenzata dalla cultura tibetana. Il Qinghai è infatti la storica provincia tibetana di Amdo.